# Aechmea guainumbiorum
Espèce
Classification phylogénétique
Aechmea guainumbiorum est une espèce de plantes à fleurs de la famille des Bromeliaceae, endémique de la forêt atlantique (mata atlântica en portugais) au Brésil.

## Distribution
L'espèce est endémique de l'État de Pernambouc au nord-est du Brésil.

## Description
L'espèce est épiphyte.